# Blandine Bellavoir
Blandine Bellavoir (Malestroit, 2 marzo 1984) è un'attrice e modella francese.

## Biografia
Nata a Malestroit, in Bretagna, ha vissuto a Guérande, e dopo gli studi ha frequentato il conservatorio a Nantes, dove si diploma in arte drammatica. Inizia l'attività di attrice teatrale e successivamente si trasferisce a Parigi, dove approfondisce i suoi studi di recitazione.
Nel 2006-2007 la Bellavoir è stata modella per L'Oreal, e in seguito fa il suo debutto in televisione, nella soap opera Bella è la vita, ma acquisisce maggiore notorietà al pubblico diversi anni più tardi con l'interpretazione del personaggio di Alice Avril nella serie televisiva gialla poliziesca Little Murders by Agatha Christie, in cui dal 2013 è una dei protagonisti assieme agli attori svizzeri Samuel Labarthe ed Élodie Frenck. Della medesima serie aveva fatto parte del cast in un episodio della prima stagione, nel 2011, dal titolo Flusso e riflusso.
Nel 2018 è tra i principali interpreti nel film Cyrano, mon amour, diretto da Alexis Michalik, la cui trama si basa sulla vita del drammaturgo francese Edmond Rostand. Nel cinema aveva debuttato nel 2007 con un ruolo minore nel film Cherche fiancé tous frais payés aux côtés, diretto da Aline Issermann.

### Vita privata
È legata sentimentalmente all'attore teatrale Arnaud Perron, da cui ha avuto un figlio nel 2019.

## Filmografia parziale

### Cinema
- Cherche fiancé tous frais payés, regia di Aline Issermann (2007)
- Bonne pomme - Nessuno è perfetto (Bonne pomme), regia di Florence Quentin (2017)
- Cyrano, mon amour (Edmond), regia di Alexis Michalik (2018)

### Televisione
- Bella è la vita (Plus belle la vie) - serie TV, 123 episodi (2007-2009)
- Maison close - La casa del piacere (Maison close) - serie TV (2010-2013)
- Cherif - serie TV, episodio 3x06 (2016)
- Little Murders by Agatha Christie (Les petits meurtres d'Agatha Christie) - serie TV, 28 episodi (2011-2019)